# Biserica Sfântul Gheorghe din Peretu, Teleorman

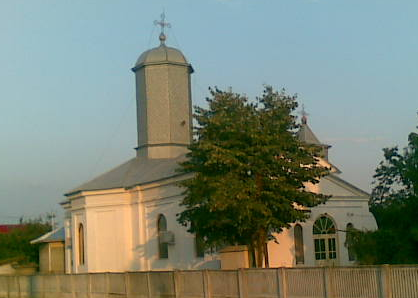
Biserica Sfântul Gheorghe din Peretu, Teleorman. 2010

Biserica Sfântul Gheorghe este o biserică ortodoxă aflată în cartierul Petcuțești din comuna Peretu, Teleorman.

## Istoric
În lucrarea „Catagrafia județului Teleorman din anul 1810” Ioan Spiru scrie că în Peretu se găsea „o biserică de lemn cu hramul Sf. Gheorghe, cu toate odoarele. La această biserică sunt doi preoți și un țârcovnic: 1) Preot Neacșu sân Nedelcu, de 45 ani. Bun la citire. Neglobit. Cu soție. De neam român, fecior de mirean. Hirotonisit leat 1797 decembrie 7 la această biserică. Fiul lui Ivan. (...) 2) Popa Badea sân Popa Neacșu. 33 ani. (...) ”.
Această biserică a funcționat până în 1843, când s-a construit în același loc o nouă biserică din cărămidă cu hramul Sfântul Gheorghe și Izvorul Tămăduirii.

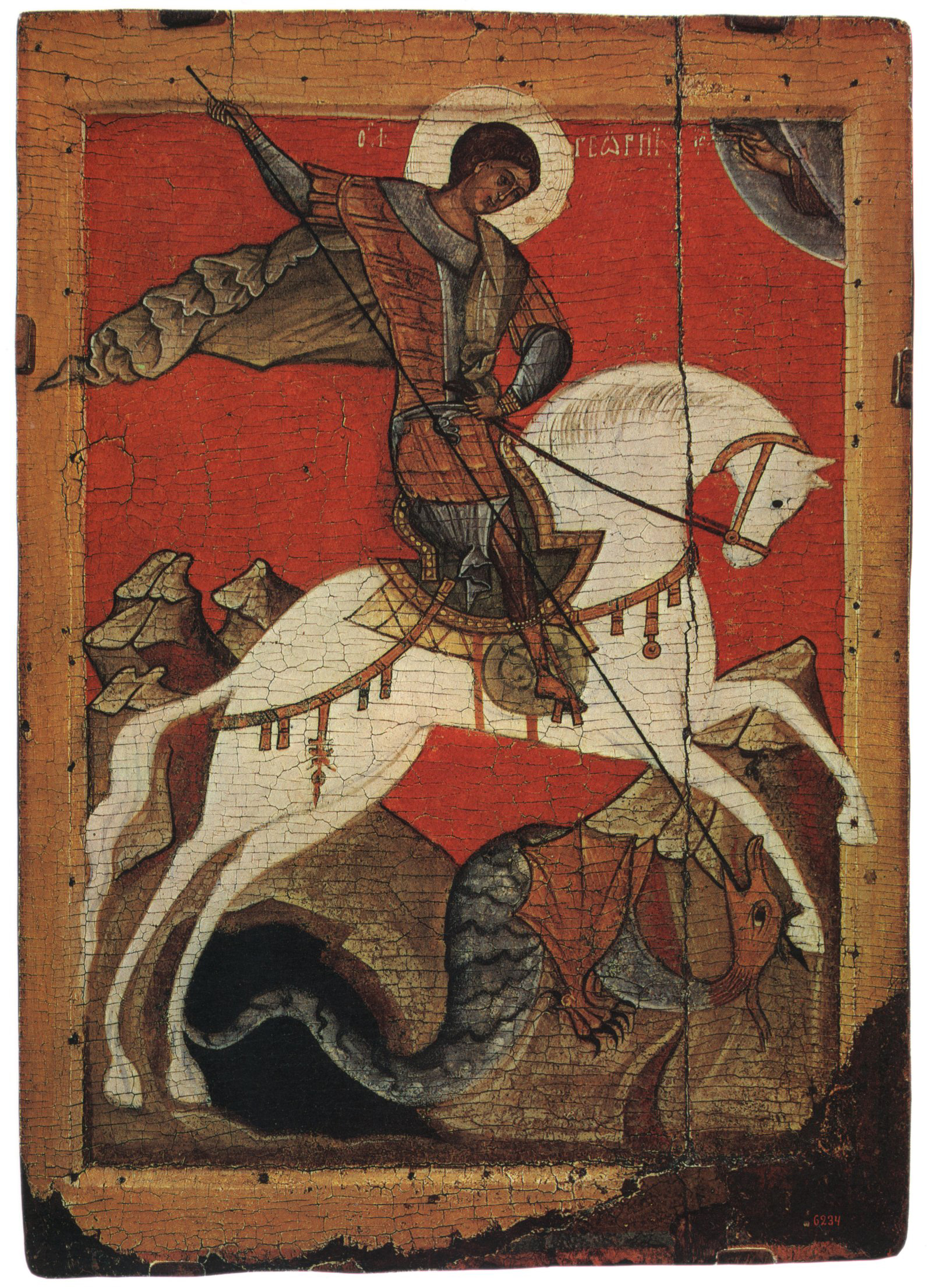
O imagine rusească cu Sfântul Gheorghe

Ea a devenit Parohia a 2-a din Peretu. După o perioadă această biserică se dărăpănează și este demolată și se construiește o a treia biserică, mai mare, având altarul pe vechea biserică de lemn, în vremea protoierului (protopopului) Floru M. Ionescu. Biserica păstrează același hram, dar redevine Parohia nr.1.
Până în anul 1831, când a fost construită Biserica Sfântul Nicolae, Biserica Sfântul Gheorghe era singura biserică din localitate.
Până la începutul secolului al XX-lea au slujit în același timp mai mulți preoți decât era necesar, urmând ca în sec. al XX-lea să slujească un singur preot.

## Galerie

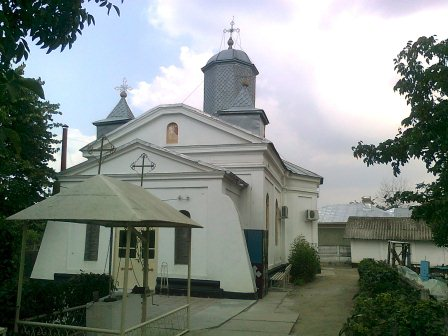
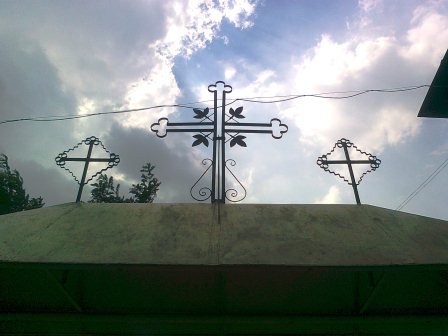
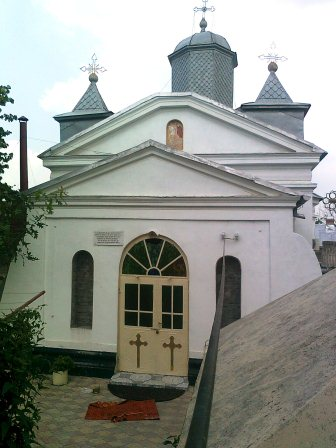
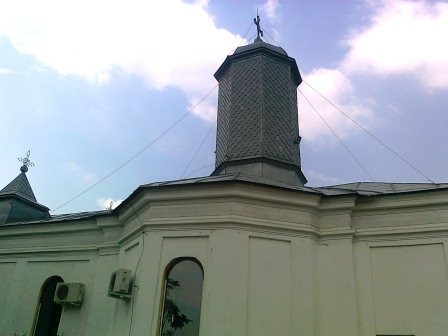
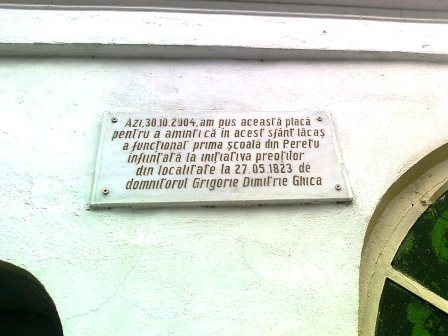
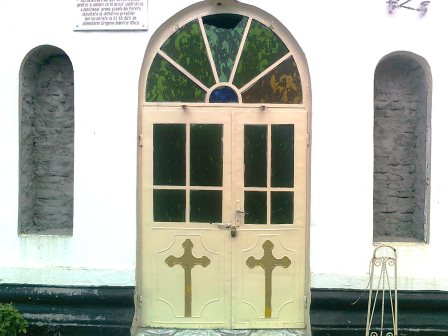
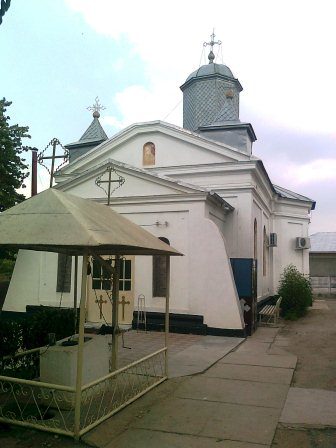
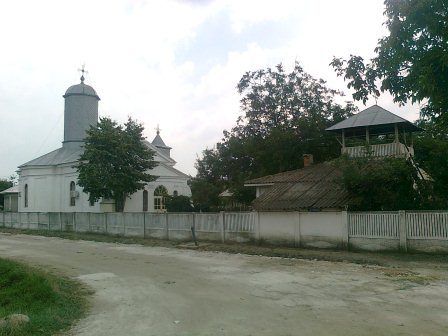